# エフエム沖縄
株式会社エフエム沖縄（エフエムおきなわ、英: FM OKINAWA BROADCASTING CO., LTD.）は、沖縄県を放送対象地域とする超短波放送（FMラジオ放送）事業を行っている特定地上基幹放送事業者である。
呼出符号はJOIU-FM（那覇 87.3MHz / 1kW）。JFN系列。

## 概要
キャッチフレーズは「いつも心は南向き～Southern Station FM OKINAWA」（サザンステーション・エフエム・オキナワ）。
1984年（昭和59年）8月までの社名は株式会社極東放送（略称はKHR、Kyokuto Hoso Radio。1972年以前はFEBC）。極東放送が開局した1958年（昭和33年）からAMラジオ放送（呼出符号：JOTF、1251kHz / 5kW）を行っていたが、同一周波数で1MW（=1000kW）もの超大出力により放送を行っていたモスクワ放送（当時）の混信に悩まされたこともあり、AMでの放送継続を断念。一方、1973年（昭和48年）から業務提携関係にあったエフエム東京（TOKYO FM）が4大都府県以外にも系列局を広げ始めていたことから、AMの廃止を条件としてFMの免許を取得。1984年（昭和59年）9月1日に社名変更し再出発した。1972年（昭和47年）の沖縄返還後、テレビ・ラジオを通して初めての新設放送局となった。なお、極東放送の開局時は、民間企業ではなく日本の宗教法人法で宗教法人にあたるアメリカのキリスト教系の法人が運営していた。そのため、放送の収入源をスポンサーからのCMの放送料ではなく、信者からの寄付によって運営していた。
2023年（令和5年）現在、日本国内でAM放送を完全に廃止してFM放送に全面転換した唯一の放送局でもある。

当局含めたJFN系列38局はACジャパン（旧・公共広告機構）の正会員企業の一つである。
局内の放送スタジオが見学できるスペースがあり、平日 9:00 - 21:00の間、自由に生放送を見学することができる。

### 会社基礎情報
- 本社所在地：沖縄県浦添市字小湾40番地（本社・演奏所）郵便番号901-2525[1]
- 支社：東京都千代田区麹町1丁目8番地 JFNセンター8階[1]
- 資本金： 4億5000万円[2]
- 総資産： 13億1652万7000円（2005年3月期）
- 売上高： 9億6196万1000円（2005年3月期）
- 代表取締役社長 長濱弘真[2]
- 従業員： 24名[2]

かつては長濱弘（2006年8月31日死去）が経営していた琉球バス（現・琉球バス交通）が54.45%を保有する大株主であった。琉球バス破綻及び弘の死後は妻の長濱文子が相続し同数の54.45%保有していたが、現在は19.98%となり、息子の長濱弘真が15.64%を保有している。
その他の大株主としては明星学苑22.22%、エフエム東京11.11%、沖縄ユアサ電池販売が10.25%、学校法人東海大学6.7%、国際興業3.3%となっている。

### 番組編成の特徴
- JFN加盟局の中でも老舗に該当し（FM局では11番目の開局）、極東放送[注 2]時代から数えるとFM東海を前身とするTOKYO FM[注 3]より歴史が長い。番組編成も独自色が強く、平日は7:30 - 20:55（一部は21:55まで）、土曜の日中・日曜早朝と週末夕方 - 夜間の一部を自社制作番組で編成されている。
- 一方TFM製作番組を含むJFNCからのネット受け番組は主として週末、深夜、早朝に放送されている。ちなみに、当局がJFNC発足後にBライン配信番組を導入した番組供給の第1号局である[要出典]。
- 高聴取率を上げている番組も多く、改編期の改編率は低い。FM局に多い金曜編成の番組が少なく、平日の週5回放送の番組となっているものも多い[独自研究?]。
- 開局当初は前身の極東放送時代の番組が存在していて、2021年9月まで放送されていた『スクリーンへの招待』も極東放送時代から放送されていた[11]。同番組終了で、極東放送時代から継続の番組は完全消滅した。

- 多くの大都市のラジオ局で例年6月を中心に年1・2度行われている聴取率調査週間のスペシャルウイークや特番編成は沖縄のAMラジオ2局（RBCiラジオ・ROK）共々行われていない。このため、調査週間期間中であっても通常編成で番組は進められている。
- 日本道路交通情報センター（JARTIC）の交通情報は、2023年3月いっぱいまで沖縄交通管理センターのキャスターと電話を繋いでいたが、4月からはそれを廃止して、JARTICの原稿ならびにサイトを活用してMCが最新の情報を伝える形式に変更された[12]（ただし、週末朝は東京センターからの全国放送のため除く）。沖縄県内でセンターからの道路情報を廃止したのは当局のみである。因みに、当局での交通情報の基本時間は月 - 金の7:35、8:36（ともに『Fine!』内）、17:34（『Now Tasty Time』内）、18:25（『Connect』内）の計4回放送されている。

### 主な受賞歴
- 『オキナワミュージックカンブリア CoccoとKiroro』で2023年日本民間放送連盟賞番組部門ラジオエンターテインメント番組優秀賞を受賞[13]。
- 『花キューピット Presents ゴールデンアワー母の日スペシャル』で2014年同賞番組部門ラジオ生ワイド番組優秀賞を受賞[14]。
- 『ラジオドキュメンタリー もうひとつの涙(なだ)そうそう』で2004年同賞番組部門ラジオエンターテインメント番組優秀賞を受賞[15]。
- 『オール宮古方言シンガー 下地勇太大いなるヒストリープロローグ』で2003年同賞ラジオエンターテインメント番組優秀賞を受賞[16]。

ほか

## 資本構成
企業・団体の名称、個人の肩書は当時のもの。出典：

### 2015年3月31日
| 資本金      | 発行済株式総数 | 株主数 |
| ----------- | -------------- | ------ |
| 4億5000万円 | 450,000株      | 8      |

| 株主               | 株式数    | 比率   |
| ------------------ | --------- | ------ |
| 学校法人明星学苑   | 100,000株 | 22.22% |
| 長濱文子           | 089,903株 | 19.97% |
| 長濱弘真           | 070,360株 | 15.63% |
| エフエム東京       | 050,000株 | 11.11% |
| 沖縄ユアサ電池販売 | 046,116株 | 10.24% |
| 丸長車体           | 038,621株 | 08.58% |
| 学校法人東海大学   | 030,000株 | 06.66% |
| 国際興業           | 015,000株 | 03.33% |

## 沿革
以下は、極東放送時代も含む。
- 1957年（昭和32年）2月 - 極東放送（FEBC）内に沖縄放送局設置準備委員会設置。
- 1958年（昭和33年）2月 - 英語放送開始（呼出符号KSAB[5]・周波数1020kc・出力1kW。6:00 - 8:00と21:00 - 23:00は日本語番組）[6]。
- 1959年（昭和34年）3月 - 日本語専用局放送開始（呼出符号KSDX[5]・周波数1250kc・周波数5kW）。KSABは英語専用局に。
- 1960年（昭和35年）6月 - 放送局が火災に遭う。
- 1970年（昭和45年）11月28日 - 財団法人極東放送（設立申請中）、琉球政府に放送局（日本語・英語の2局）の免許申請。
- 1972年（昭和47年）5月15日 - 本土復帰に伴い、中国語放送廃止。経過措置として英語放送は米国法人のままで5年間の継続を認め（呼出符号JOFF、1020kc・1kW）、日本語放送は日本法人としての財団法人設立まで1年間の仮放送を認める（呼出符号JOTF[5]、1250kc・5kW）。
- 1978年（昭和53年）4月25日 - 極東放送、財団法人から株式会社組織に移行。株式会社極東放送として放送開始（JOTF、1250kHz、5kW。周波数は同年11月23日より1251kHz）。
- 1982年（昭和57年）10月27日 - 沖縄県にFM周波数を割り当て[20]。
- 1983年（昭和58年）9月19日 - 郵政省、極東放送に中波局の廃止を条件にFM局の予備免許。
- 1984年（昭和59年）9月1日 - 極東放送の中波局を廃止するのと入れ替わりに、FM沖縄としてFMでは全国11番目に開局（最初の番組は『JET STREAM』）[6][7]。それに伴い社名を「エフエム沖縄」に変更。同時に、極東放送時代の編成を引き継ぐ形で日本のFM局で初の終日24時間放送を実施（日曜深夜を除く）する[注 13]。
- 1986年（昭和61年）9月30日 - 24時間放送を休止し、翌日からは平日 3:00 - 6:00は放送休止とした。
- 1995年（平成7年）10月2日 - 24時間放送再開（日曜深夜を除く）。
- 1996年（平成8年）4月1日 - 文字多重放送（見えるラジオ）開始。コールサインはJOIU-FCM。
- 2001年（平成13年）4月1日 - 現在の社屋が隣接地に完成。旧社屋に幕（通信タワーは旧社屋の一部を残している）。
- 2006年（平成18年）秋 - 平日昼間と土・日夜間の各一部時間帯に限り宮古島のコミュニティFM局であるFMみやこへネット開始（宮古島には中継局が無かったため。2018年（平成30年）9月まで）。
- 2011年（平成23年）
  - 1月26日 - LISMO WAVEによる配信を全国FM連合加盟各局と同時に開始。
  - 12月5日 - ドコデモFMによる配信をJFN加盟各局と同時に開始。
- 2014年（平成26年）3月31日 - 文字多重放送廃止。
- 2017年（平成29年）10月2日 - radikoの配信開始。同時にエリアフリー聴取サービス「radiko.jpプレミアム」にも参加[21]。
- 2019年（平成31年・令和元年）
  - 1月23日 - 伊良部中継局が開局。
  - 9月30日 - LISMO WAVEによる配信を終了。
- 2021年（令和3年）2月28日 - ドコデモFMによる配信を終了。

## 放送データ

### 周波数・出力
| 親局   | 周波数  | 空中線電力 | ERP   | 備考               |
| ------ | ------- | ---------- | ----- | ------------------ |
| 那覇   | 87.3MHz | 1kW        | 8.5kW |                    |
| 中継局 | 周波数  | 空中線電力 | ERP   | 備考               |
| 今帰仁 | 83.7MHz | 100W       | 340W  | RBC・QABと共同使用 |
| 伊良部 | 77.4MHz | 100W       | 430W  |                    |

### 放送エリア
沖縄本島と周辺離島および宮古列島（多良間島および水納島を除く）。
沖縄本島以外の中継局は、宮古列島の伊良部島の伊良部中継局のみであり、先島諸島の多良間島以西の地域、及び大東諸島では、夏場のEスポの異常伝播が発生しない限り直接受信をすることができない。周辺離島の久米島は、親局の放送エリア内にギリギリ含まれる。それ以外の離島地域（石垣島、与那国島など）は中継局開設予定もめどが立っていない。
インターネットラジオでは県内無料配信のradiko（有料会員制のエリアフリーも含む）にて2017年10月2日からラジオ沖縄とともに参入した。このため、宮古列島の一部と八重山群島、大東諸島全域においては、上記のネットラジオサービスで補完することになる。なおradikoの配信が利用できるまでは、月額課金型有料会員制のドコデモFM、LISMO WAVE、ならびにAuDee（旧JFN PARK）とWIZ RADIOによる全国無料配信による配信を行っていたが、radikoの全国的な普及が進んだこともあり、以上のアプリ等を使った配信は終了されている。

### 放送時間
毎日5:00を起点にした24時間放送。但し、日曜深夜に当たる毎週月曜の1:00 - 5:00はメンテナンスタイムのため休止（台風の場合を除く）。月曜5:00の開始時、月曜1:00（日曜深夜）の終了時には「浦添市小湾のスタジオから番組を行っている」との旨の説明があり、これは極東放送の時代から続いている。なお、現在のアナウンスは大城勝太によるものである。

## アナウンサー

### 在籍者
- 西向幸三[27]
- 大城勝太（2003年入社）[6]
- 多喜ひろみ（1975年入社、極東放送時代から在籍）
- 古堅淳子（元日本道路交通情報センター首都高速センター道路交通情報キャスター）
- 伊藝梓
- 西田朱里（元NHK沖縄放送局キャスター→千葉テレビ放送アナウンサー）
- 又吉里香（通称 部長）
- 伊是名優子

### かつて在籍したアナウンサー
- 垣花勝也（極東放送時代から在籍。現在はエフエム沖縄専務取締役）
- 和気徹児（秋田朝日放送のアナウンサーを経て、現在同局報道制作局長）
- 渡嘉敷良
- 東風平朝政（エフエム沖縄役員を経て退職）
- 安谷屋真理子（1973年 - 2021年、旧姓・山口。極東放送時代から在籍）[11]
- 城間龍希

## パーソナリティ・レポーター （過去に番組担当も含む）

### 男性
- 川満聡
- 津波信一
- 小波津正光（まーちゃん）
- 知花悠介
- 仲座健太（ハンサム）
- 末吉功治
- ロバート・パーディー
- ケン・ロビラート
- 仲田和弘
- 稲福克典
- オッディ
- 賀数仁然
- ターナー
- タイシロウ
- 高良茂
- 知念だしんいちろう
- デビット・シェーン
- Tommy
- ニッキー
- なかち（カマル）
- 比嘉やすあき
- 比嘉周作
- 堀家盛司
- 山城皆人（クーターシンカ）
- 護得久栄昇（ハンサム）
- 大蔵（ケツメイシ）
- 與古田忠
- むぎ (猫)
- ナガハマヒロキ

### 女性
- 糸数美樹（みきとにー）
- 大城メロディ
- エリナ
- 川満彩杏
- 菊池のり子
- 金城真知子
- 高英子
- 田中真理子
- 中村一枝
- 野底美智代
- タグチマミ
- いらみなぜんこ
- 伊是名優子
- 松田礼奈
- 山田真理子
- NANA
- マスミ・ロドリゲス
- ナンシー
- シェリー
- 許田恵美
- 又吉里香
- まりこ
- ma-mi（安次富万那美）
- EPO
- NANAE(seven oops)
- 比屋定篤子
- 前田夏希
- 又吉未乃
- 松田淳奈
- 三上恵
- 未耶
- 宮城さつき
- 宮城麻里子
- 富田めぐみ
- 幸地優子
- さーきー（スズカーサーキット）
- すーずー（スズカーサーキット）
- 島袋寛子[28]
- 小渡春梨
- 上田詩織
- あおいけまきえ
- 屋良歩
- 池原千春
- 大湾瑠
- 大原由美
- 石垣まさ子
- 森岡真紀
- 屋賀千夏
- 渡辺　梢

### グループ・バンド
- HY
- ORANGE RANGE
- かりゆし58
- リップサービス
- ハイサイ探偵団
- TEAM SPOT JUMBLE（TSJ）
- DEVIL NO ID

## 番組

### 現在の番組
2025年4月時点。現在の番組の詳細は、公式サイトの番組一覧あるいは番組表を参照。
自社制作番組は太字。

#### 平日
| 時 | 分 | 月曜日 | 火曜日 | 水曜日 | 木曜日 | 金曜日 |
| -- | -- | --- | --- | --- | --- | --- |
| 5  | 00 | 5:00 Sound Library〜世界にひとつだけの本〜（JFNC） | （続き）Memories & Discoveries（JFNC） | （続き）Memories & Discoveries（JFNC） | （続き）Memories & Discoveries（JFNC） | （続き）Memories & Discoveries（JFNC） |
| 5  | 30 | 5:30 REAL SPORTS（JFNC） | （続き）Memories & Discoveries（JFNC） | （続き）Memories & Discoveries（JFNC） | （続き）Memories & Discoveries（JFNC） | （続き）Memories & Discoveries（JFNC） |
| 6  | 00 | 6:00 ONE MORNING（TOKYO FM） ▽6:55 MY OLYMPIC ▽7:00 MORNING HEADLINE ▽7:10 リポビタンD TREND NET ▽7:20 （月）メットライフ生命 presents マイ マネーハック / （火・木）ONE MORE NEWS /（水）食と農を未来へつなぐ / （金）JA共済 presents なるほど! 交通安全                                    | 6:00 ONE MORNING（TOKYO FM） ▽6:55 MY OLYMPIC ▽7:00 MORNING HEADLINE ▽7:10 リポビタンD TREND NET ▽7:20 （月）メットライフ生命 presents マイ マネーハック / （火・木）ONE MORE NEWS /（水）食と農を未来へつなぐ / （金）JA共済 presents なるほど! 交通安全                                    | 6:00 ONE MORNING（TOKYO FM） ▽6:55 MY OLYMPIC ▽7:00 MORNING HEADLINE ▽7:10 リポビタンD TREND NET ▽7:20 （月）メットライフ生命 presents マイ マネーハック / （火・木）ONE MORE NEWS /（水）食と農を未来へつなぐ / （金）JA共済 presents なるほど! 交通安全                                    | 6:00 ONE MORNING（TOKYO FM） ▽6:55 MY OLYMPIC ▽7:00 MORNING HEADLINE ▽7:10 リポビタンD TREND NET ▽7:20 （月）メットライフ生命 presents マイ マネーハック / （火・木）ONE MORE NEWS /（水）食と農を未来へつなぐ / （金）JA共済 presents なるほど! 交通安全                                    | 6:00 ONE MORNING（TOKYO FM） ▽6:55 MY OLYMPIC ▽7:00 MORNING HEADLINE ▽7:10 リポビタンD TREND NET ▽7:20 （月）メットライフ生命 presents マイ マネーハック / （火・木）ONE MORE NEWS /（水）食と農を未来へつなぐ / （金）JA共済 presents なるほど! 交通安全                                    |
| 7  | 00 | 6:00 ONE MORNING（TOKYO FM） ▽6:55 MY OLYMPIC ▽7:00 MORNING HEADLINE ▽7:10 リポビタンD TREND NET ▽7:20 （月）メットライフ生命 presents マイ マネーハック / （火・木）ONE MORE NEWS /（水）食と農を未来へつなぐ / （金）JA共済 presents なるほど! 交通安全                                    | 6:00 ONE MORNING（TOKYO FM） ▽6:55 MY OLYMPIC ▽7:00 MORNING HEADLINE ▽7:10 リポビタンD TREND NET ▽7:20 （月）メットライフ生命 presents マイ マネーハック / （火・木）ONE MORE NEWS /（水）食と農を未来へつなぐ / （金）JA共済 presents なるほど! 交通安全                                    | 6:00 ONE MORNING（TOKYO FM） ▽6:55 MY OLYMPIC ▽7:00 MORNING HEADLINE ▽7:10 リポビタンD TREND NET ▽7:20 （月）メットライフ生命 presents マイ マネーハック / （火・木）ONE MORE NEWS /（水）食と農を未来へつなぐ / （金）JA共済 presents なるほど! 交通安全                                    | 6:00 ONE MORNING（TOKYO FM） ▽6:55 MY OLYMPIC ▽7:00 MORNING HEADLINE ▽7:10 リポビタンD TREND NET ▽7:20 （月）メットライフ生命 presents マイ マネーハック / （火・木）ONE MORE NEWS /（水）食と農を未来へつなぐ / （金）JA共済 presents なるほど! 交通安全                                    | 6:00 ONE MORNING（TOKYO FM） ▽6:55 MY OLYMPIC ▽7:00 MORNING HEADLINE ▽7:10 リポビタンD TREND NET ▽7:20 （月）メットライフ生命 presents マイ マネーハック / （火・木）ONE MORE NEWS /（水）食と農を未来へつなぐ / （金）JA共済 presents なるほど! 交通安全                                    |
| 7  | 30 | 7:30 Fine! ▽8:00 イエローハット TODAY'S KEY NUMBER（TOKYO FM） ▽8:09 今日のスポーツ（TOKYO FM） ▽8:10 （月・水・木）NEW TREND ONE / （火）KINKATSU TREND ONE / （金）Hand in Hand（TOKYO FM） ▽9:50 Pasaporte ▽9:55 沖縄ホンダ presents Okinawa Dreamer ▽10:05 JFNラジオショッピング（JFNC） | 7:30 Fine! ▽8:00 イエローハット TODAY'S KEY NUMBER（TOKYO FM） ▽8:09 今日のスポーツ（TOKYO FM） ▽8:10 （月・水・木）NEW TREND ONE / （火）KINKATSU TREND ONE / （金）Hand in Hand（TOKYO FM） ▽9:50 Pasaporte ▽9:55 沖縄ホンダ presents Okinawa Dreamer ▽10:05 JFNラジオショッピング（JFNC） | 7:30 Fine! ▽8:00 イエローハット TODAY'S KEY NUMBER（TOKYO FM） ▽8:09 今日のスポーツ（TOKYO FM） ▽8:10 （月・水・木）NEW TREND ONE / （火）KINKATSU TREND ONE / （金）Hand in Hand（TOKYO FM） ▽9:50 Pasaporte ▽9:55 沖縄ホンダ presents Okinawa Dreamer ▽10:05 JFNラジオショッピング（JFNC） | 7:30 Fine! ▽8:00 イエローハット TODAY'S KEY NUMBER（TOKYO FM） ▽8:09 今日のスポーツ（TOKYO FM） ▽8:10 （月・水・木）NEW TREND ONE / （火）KINKATSU TREND ONE / （金）Hand in Hand（TOKYO FM） ▽9:50 Pasaporte ▽9:55 沖縄ホンダ presents Okinawa Dreamer ▽10:05 JFNラジオショッピング（JFNC） | 7:30 Fine! ▽8:00 イエローハット TODAY'S KEY NUMBER（TOKYO FM） ▽8:09 今日のスポーツ（TOKYO FM） ▽8:10 （月・水・木）NEW TREND ONE / （火）KINKATSU TREND ONE / （金）Hand in Hand（TOKYO FM） ▽9:50 Pasaporte ▽9:55 沖縄ホンダ presents Okinawa Dreamer ▽10:05 JFNラジオショッピング（JFNC） |
| 8  | 00 | 7:30 Fine! ▽8:00 イエローハット TODAY'S KEY NUMBER（TOKYO FM） ▽8:09 今日のスポーツ（TOKYO FM） ▽8:10 （月・水・木）NEW TREND ONE / （火）KINKATSU TREND ONE / （金）Hand in Hand（TOKYO FM） ▽9:50 Pasaporte ▽9:55 沖縄ホンダ presents Okinawa Dreamer ▽10:05 JFNラジオショッピング（JFNC） | 7:30 Fine! ▽8:00 イエローハット TODAY'S KEY NUMBER（TOKYO FM） ▽8:09 今日のスポーツ（TOKYO FM） ▽8:10 （月・水・木）NEW TREND ONE / （火）KINKATSU TREND ONE / （金）Hand in Hand（TOKYO FM） ▽9:50 Pasaporte ▽9:55 沖縄ホンダ presents Okinawa Dreamer ▽10:05 JFNラジオショッピング（JFNC） | 7:30 Fine! ▽8:00 イエローハット TODAY'S KEY NUMBER（TOKYO FM） ▽8:09 今日のスポーツ（TOKYO FM） ▽8:10 （月・水・木）NEW TREND ONE / （火）KINKATSU TREND ONE / （金）Hand in Hand（TOKYO FM） ▽9:50 Pasaporte ▽9:55 沖縄ホンダ presents Okinawa Dreamer ▽10:05 JFNラジオショッピング（JFNC） | 7:30 Fine! ▽8:00 イエローハット TODAY'S KEY NUMBER（TOKYO FM） ▽8:09 今日のスポーツ（TOKYO FM） ▽8:10 （月・水・木）NEW TREND ONE / （火）KINKATSU TREND ONE / （金）Hand in Hand（TOKYO FM） ▽9:50 Pasaporte ▽9:55 沖縄ホンダ presents Okinawa Dreamer ▽10:05 JFNラジオショッピング（JFNC） | 7:30 Fine! ▽8:00 イエローハット TODAY'S KEY NUMBER（TOKYO FM） ▽8:09 今日のスポーツ（TOKYO FM） ▽8:10 （月・水・木）NEW TREND ONE / （火）KINKATSU TREND ONE / （金）Hand in Hand（TOKYO FM） ▽9:50 Pasaporte ▽9:55 沖縄ホンダ presents Okinawa Dreamer ▽10:05 JFNラジオショッピング（JFNC） |
| 9  | 00 | 7:30 Fine! ▽8:00 イエローハット TODAY'S KEY NUMBER（TOKYO FM） ▽8:09 今日のスポーツ（TOKYO FM） ▽8:10 （月・水・木）NEW TREND ONE / （火）KINKATSU TREND ONE / （金）Hand in Hand（TOKYO FM） ▽9:50 Pasaporte ▽9:55 沖縄ホンダ presents Okinawa Dreamer ▽10:05 JFNラジオショッピング（JFNC） | 7:30 Fine! ▽8:00 イエローハット TODAY'S KEY NUMBER（TOKYO FM） ▽8:09 今日のスポーツ（TOKYO FM） ▽8:10 （月・水・木）NEW TREND ONE / （火）KINKATSU TREND ONE / （金）Hand in Hand（TOKYO FM） ▽9:50 Pasaporte ▽9:55 沖縄ホンダ presents Okinawa Dreamer ▽10:05 JFNラジオショッピング（JFNC） | 7:30 Fine! ▽8:00 イエローハット TODAY'S KEY NUMBER（TOKYO FM） ▽8:09 今日のスポーツ（TOKYO FM） ▽8:10 （月・水・木）NEW TREND ONE / （火）KINKATSU TREND ONE / （金）Hand in Hand（TOKYO FM） ▽9:50 Pasaporte ▽9:55 沖縄ホンダ presents Okinawa Dreamer ▽10:05 JFNラジオショッピング（JFNC） | 7:30 Fine! ▽8:00 イエローハット TODAY'S KEY NUMBER（TOKYO FM） ▽8:09 今日のスポーツ（TOKYO FM） ▽8:10 （月・水・木）NEW TREND ONE / （火）KINKATSU TREND ONE / （金）Hand in Hand（TOKYO FM） ▽9:50 Pasaporte ▽9:55 沖縄ホンダ presents Okinawa Dreamer ▽10:05 JFNラジオショッピング（JFNC） | 7:30 Fine! ▽8:00 イエローハット TODAY'S KEY NUMBER（TOKYO FM） ▽8:09 今日のスポーツ（TOKYO FM） ▽8:10 （月・水・木）NEW TREND ONE / （火）KINKATSU TREND ONE / （金）Hand in Hand（TOKYO FM） ▽9:50 Pasaporte ▽9:55 沖縄ホンダ presents Okinawa Dreamer ▽10:05 JFNラジオショッピング（JFNC） |
| 10 | 00 | 7:30 Fine! ▽8:00 イエローハット TODAY'S KEY NUMBER（TOKYO FM） ▽8:09 今日のスポーツ（TOKYO FM） ▽8:10 （月・水・木）NEW TREND ONE / （火）KINKATSU TREND ONE / （金）Hand in Hand（TOKYO FM） ▽9:50 Pasaporte ▽9:55 沖縄ホンダ presents Okinawa Dreamer ▽10:05 JFNラジオショッピング（JFNC） | 7:30 Fine! ▽8:00 イエローハット TODAY'S KEY NUMBER（TOKYO FM） ▽8:09 今日のスポーツ（TOKYO FM） ▽8:10 （月・水・木）NEW TREND ONE / （火）KINKATSU TREND ONE / （金）Hand in Hand（TOKYO FM） ▽9:50 Pasaporte ▽9:55 沖縄ホンダ presents Okinawa Dreamer ▽10:05 JFNラジオショッピング（JFNC） | 7:30 Fine! ▽8:00 イエローハット TODAY'S KEY NUMBER（TOKYO FM） ▽8:09 今日のスポーツ（TOKYO FM） ▽8:10 （月・水・木）NEW TREND ONE / （火）KINKATSU TREND ONE / （金）Hand in Hand（TOKYO FM） ▽9:50 Pasaporte ▽9:55 沖縄ホンダ presents Okinawa Dreamer ▽10:05 JFNラジオショッピング（JFNC） | 7:30 Fine! ▽8:00 イエローハット TODAY'S KEY NUMBER（TOKYO FM） ▽8:09 今日のスポーツ（TOKYO FM） ▽8:10 （月・水・木）NEW TREND ONE / （火）KINKATSU TREND ONE / （金）Hand in Hand（TOKYO FM） ▽9:50 Pasaporte ▽9:55 沖縄ホンダ presents Okinawa Dreamer ▽10:05 JFNラジオショッピング（JFNC） | 7:30 Fine! ▽8:00 イエローハット TODAY'S KEY NUMBER（TOKYO FM） ▽8:09 今日のスポーツ（TOKYO FM） ▽8:10 （月・水・木）NEW TREND ONE / （火）KINKATSU TREND ONE / （金）Hand in Hand（TOKYO FM） ▽9:50 Pasaporte ▽9:55 沖縄ホンダ presents Okinawa Dreamer ▽10:05 JFNラジオショッピング（JFNC） |
| 10 | 30 | 10:30 人間大好きリレージョッキー | 10:30 人間大好きリレージョッキー | 10:30 人間大好きリレージョッキー | 10:30 人間大好きリレージョッキー | 10:30 人間大好きリレージョッキー |
| 10 | 40 | 10:40 blank. | 10:40 blank. | 10:40 blank. | 10:40 blank. | 10:40 blank. |
| 10 | 55 | 10:55 沖縄中央病院「こころのかけ橋」 | 10:55 沖縄中央病院「こころのかけ橋」 | 10:55 沖縄中央病院「こころのかけ橋」 | 10:55 沖縄中央病院「こころのかけ橋」 | 10:55 沖縄中央病院「こころのかけ橋」 |
| 11 | 00 | 11:00 ディア・フレンズ（TOKYO FM） | 11:00 ディア・フレンズ（TOKYO FM） | 11:00 ディア・フレンズ（TOKYO FM） | 11:00 ディア・フレンズ（TOKYO FM） | 11:00 松任谷由実のYuming Chord（TOKYO FM） |
| 11 | 30 | 11:30 ハッピーアイランド ▽11:55 ニュース ▽12:55 ラジオ県民室 | 11:30 ハッピーアイランド ▽11:55 ニュース ▽12:55 ラジオ県民室 | 11:30 ハッピーアイランド ▽11:55 ニュース ▽12:55 ラジオ県民室 | 11:30 ハッピーアイランド ▽11:55 ニュース ▽12:55 ラジオ県民室 | 11:30 ハッピーアイランド ▽11:55 ニュース ▽12:55 ラジオ県民室 |
| 12 | 00 | 11:30 ハッピーアイランド ▽11:55 ニュース ▽12:55 ラジオ県民室 | 11:30 ハッピーアイランド ▽11:55 ニュース ▽12:55 ラジオ県民室 | 11:30 ハッピーアイランド ▽11:55 ニュース ▽12:55 ラジオ県民室 | 11:30 ハッピーアイランド ▽11:55 ニュース ▽12:55 ラジオ県民室 | 11:30 ハッピーアイランド ▽11:55 ニュース ▽12:55 ラジオ県民室 |
| 13 | 00 | 11:30 ハッピーアイランド ▽11:55 ニュース ▽12:55 ラジオ県民室 | 11:30 ハッピーアイランド ▽11:55 ニュース ▽12:55 ラジオ県民室 | 11:30 ハッピーアイランド ▽11:55 ニュース ▽12:55 ラジオ県民室 | 11:30 ハッピーアイランド ▽11:55 ニュース ▽12:55 ラジオ県民室 | 11:30 ハッピーアイランド ▽11:55 ニュース ▽12:55 ラジオ県民室 |
| 13 | 55 | 13:55 ニュース | 13:55 ニュース | 13:55 ニュース | 13:55 ニュース | 13:55 ニュース |
| 14 | 00 | 14:00 ゴールデンアワー ▽14:50（月）マツダ ZOOM ZOOM HOUR （火）インフォマートDX推進室 （水・金）ゴールデンアワー おまけ （木）オロク商会プレゼンツ 不動産査定ハウマッチ ▽14:55 FLOOR | 14:00 ゴールデンアワー ▽14:50（月）マツダ ZOOM ZOOM HOUR （火）インフォマートDX推進室 （水・金）ゴールデンアワー おまけ （木）オロク商会プレゼンツ 不動産査定ハウマッチ ▽14:55 FLOOR | 14:00 ゴールデンアワー ▽14:50（月）マツダ ZOOM ZOOM HOUR （火）インフォマートDX推進室 （水・金）ゴールデンアワー おまけ （木）オロク商会プレゼンツ 不動産査定ハウマッチ ▽14:55 FLOOR | 14:00 ゴールデンアワー ▽14:50（月）マツダ ZOOM ZOOM HOUR （火）インフォマートDX推進室 （水・金）ゴールデンアワー おまけ （木）オロク商会プレゼンツ 不動産査定ハウマッチ ▽14:55 FLOOR | 14:00 ゴールデンアワー ▽14:50（月）マツダ ZOOM ZOOM HOUR （火）インフォマートDX推進室 （水・金）ゴールデンアワー おまけ （木）オロク商会プレゼンツ 不動産査定ハウマッチ ▽14:55 FLOOR |
| 15 | 00 | 14:00 ゴールデンアワー ▽14:50（月）マツダ ZOOM ZOOM HOUR （火）インフォマートDX推進室 （水・金）ゴールデンアワー おまけ （木）オロク商会プレゼンツ 不動産査定ハウマッチ ▽14:55 FLOOR | 14:00 ゴールデンアワー ▽14:50（月）マツダ ZOOM ZOOM HOUR （火）インフォマートDX推進室 （水・金）ゴールデンアワー おまけ （木）オロク商会プレゼンツ 不動産査定ハウマッチ ▽14:55 FLOOR | 14:00 ゴールデンアワー ▽14:50（月）マツダ ZOOM ZOOM HOUR （火）インフォマートDX推進室 （水・金）ゴールデンアワー おまけ （木）オロク商会プレゼンツ 不動産査定ハウマッチ ▽14:55 FLOOR | 14:00 ゴールデンアワー ▽14:50（月）マツダ ZOOM ZOOM HOUR （火）インフォマートDX推進室 （水・金）ゴールデンアワー おまけ （木）オロク商会プレゼンツ 不動産査定ハウマッチ ▽14:55 FLOOR | 14:00 ゴールデンアワー ▽14:50（月）マツダ ZOOM ZOOM HOUR （火）インフォマートDX推進室 （水・金）ゴールデンアワー おまけ （木）オロク商会プレゼンツ 不動産査定ハウマッチ ▽14:55 FLOOR |
| 15 | 50 | 15:50 焼肉夢丸 presents Let's Party! | 15:50 焼肉夢丸 presents Let's Party! | 15:50 焼肉夢丸 presents Let's Party! | 15:50 焼肉夢丸 presents Let's Party! | 15:50 焼肉夢丸 presents Let's Party! |
| 15 | 55 | 15:55 ニュース | 15:55 ニュース | 15:55 ニュース | 15:55 ニュース | 15:55 ニュース |
| 16 | 00 | 16:00 For PM ▽16:25 （月）恋する日本史（JFNC） （火）那覇市医師会presents メディカルカフェ （水）モダンプロジェ presents スタートアップRadio（FM福岡） （木）健康ラジオ～ワンポイント・アドバイス～（JFNC） （金） JOINT TIME ▽16:55 リップサービスのスキマスポーツ                          | 16:00 For PM ▽16:25 （月）恋する日本史（JFNC） （火）那覇市医師会presents メディカルカフェ （水）モダンプロジェ presents スタートアップRadio（FM福岡） （木）健康ラジオ～ワンポイント・アドバイス～（JFNC） （金） JOINT TIME ▽16:55 リップサービスのスキマスポーツ                          | 16:00 For PM ▽16:25 （月）恋する日本史（JFNC） （火）那覇市医師会presents メディカルカフェ （水）モダンプロジェ presents スタートアップRadio（FM福岡） （木）健康ラジオ～ワンポイント・アドバイス～（JFNC） （金） JOINT TIME ▽16:55 リップサービスのスキマスポーツ                          | 16:00 For PM ▽16:25 （月）恋する日本史（JFNC） （火）那覇市医師会presents メディカルカフェ （水）モダンプロジェ presents スタートアップRadio（FM福岡） （木）健康ラジオ～ワンポイント・アドバイス～（JFNC） （金） JOINT TIME ▽16:55 リップサービスのスキマスポーツ                          | 16:00 For PM ▽16:25 （月）恋する日本史（JFNC） （火）那覇市医師会presents メディカルカフェ （水）モダンプロジェ presents スタートアップRadio（FM福岡） （木）健康ラジオ～ワンポイント・アドバイス～（JFNC） （金） JOINT TIME ▽16:55 リップサービスのスキマスポーツ                          |
| 17 | 00 | 16:00 For PM ▽16:25 （月）恋する日本史（JFNC） （火）那覇市医師会presents メディカルカフェ （水）モダンプロジェ presents スタートアップRadio（FM福岡） （木）健康ラジオ～ワンポイント・アドバイス～（JFNC） （金） JOINT TIME ▽16:55 リップサービスのスキマスポーツ                          | 16:00 For PM ▽16:25 （月）恋する日本史（JFNC） （火）那覇市医師会presents メディカルカフェ （水）モダンプロジェ presents スタートアップRadio（FM福岡） （木）健康ラジオ～ワンポイント・アドバイス～（JFNC） （金） JOINT TIME ▽16:55 リップサービスのスキマスポーツ                          | 16:00 For PM ▽16:25 （月）恋する日本史（JFNC） （火）那覇市医師会presents メディカルカフェ （水）モダンプロジェ presents スタートアップRadio（FM福岡） （木）健康ラジオ～ワンポイント・アドバイス～（JFNC） （金） JOINT TIME ▽16:55 リップサービスのスキマスポーツ                          | 16:00 For PM ▽16:25 （月）恋する日本史（JFNC） （火）那覇市医師会presents メディカルカフェ （水）モダンプロジェ presents スタートアップRadio（FM福岡） （木）健康ラジオ～ワンポイント・アドバイス～（JFNC） （金） JOINT TIME ▽16:55 リップサービスのスキマスポーツ                          | 16:00 For PM ▽16:25 （月）恋する日本史（JFNC） （火）那覇市医師会presents メディカルカフェ （水）モダンプロジェ presents スタートアップRadio（FM福岡） （木）健康ラジオ～ワンポイント・アドバイス～（JFNC） （金） JOINT TIME ▽16:55 リップサービスのスキマスポーツ                          |
| 17 | 20 | 17:20 My First Music（TOKYO FM） | 17:20 My First Music（TOKYO FM） | 17:20 My First Music（TOKYO FM） | 17:20 My First Music（TOKYO FM） | 17:20 ジャンボのゆかいな旅トーク |
| 17 | 30 | 17:30 Now Tasty Time | 17:30 Now Tasty Time | 17:30 Now Tasty Time | 17:30 Now Tasty Time | 17:30 Now Tasty Time |
| 17 | 45 | 17:45 オッディの三割モノマネ〜沖縄珍道中〜 | 17:45 オッディの三割モノマネ〜沖縄珍道中〜 | 17:45 オッディの三割モノマネ〜沖縄珍道中〜 | 17:45 オッディの三割モノマネ〜沖縄珍道中〜 | 17:45 オッディの三割モノマネ〜沖縄珍道中〜 |
| 17 | 50 | 17:50 琉球日産 presents JOY OF LIFE | 17:50 琉球日産 presents JOY OF LIFE | 17:50 琉球日産 presents JOY OF LIFE | 17:50 琉球日産 presents JOY OF LIFE | 17:50 琉球日産 presents JOY OF LIFE |
| 17 | 55 | 17:55 ニュース | 17:55 ニュース | 17:55 ニュース | 17:55 ニュース | 17:55 ニュース |
| 18 | 00 | 18:00 Connect ▽18:50 FANSTYLE presents「知の巨人」 ▽18:55 カヌチャリゾート・プレゼンツ TAKE A REST | 18:00 Connect ▽18:50 FANSTYLE presents「知の巨人」 ▽18:55 カヌチャリゾート・プレゼンツ TAKE A REST | 18:00 Connect ▽18:50 FANSTYLE presents「知の巨人」 ▽18:55 カヌチャリゾート・プレゼンツ TAKE A REST | 18:00 Connect ▽18:50 FANSTYLE presents「知の巨人」 ▽18:55 カヌチャリゾート・プレゼンツ TAKE A REST | |
| 19 | 00 | 18:00 Connect ▽18:50 FANSTYLE presents「知の巨人」 ▽18:55 カヌチャリゾート・プレゼンツ TAKE A REST | 18:00 Connect ▽18:50 FANSTYLE presents「知の巨人」 ▽18:55 カヌチャリゾート・プレゼンツ TAKE A REST | 18:00 Connect ▽18:50 FANSTYLE presents「知の巨人」 ▽18:55 カヌチャリゾート・プレゼンツ TAKE A REST | 18:00 Connect ▽18:50 FANSTYLE presents「知の巨人」 ▽18:55 カヌチャリゾート・プレゼンツ TAKE A REST | |
| 19 | 50 | 18:00 Connect ▽18:50 FANSTYLE presents「知の巨人」 ▽18:55 カヌチャリゾート・プレゼンツ TAKE A REST | 18:00 Connect ▽18:50 FANSTYLE presents「知の巨人」 ▽18:55 カヌチャリゾート・プレゼンツ TAKE A REST | 18:00 Connect ▽18:50 FANSTYLE presents「知の巨人」 ▽18:55 カヌチャリゾート・プレゼンツ TAKE A REST | 18:00 Connect ▽18:50 FANSTYLE presents「知の巨人」 ▽18:55 カヌチャリゾート・プレゼンツ TAKE A REST | 19:50 学校法人尚学院チャレンジ通信 |
| 19 | 55 | 19:55 JFNニュース（JFNC） | 19:55 JFNニュース（JFNC） | 19:55 JFNニュース（JFNC） | 19:55 JFNニュース（JFNC） | 19:55 JFNニュース（JFNC） |
| 20 | 00 | 20:00 Radio dub | 20:00 Radio dub | 20:00 Radio dub | 20:00 Radio dub | 20:00 Radio dub |
| 20 | 55 | 20:55 JFNラジオショッピング（JFNC） | 20:55 JFNラジオショッピング（JFNC） | 20:55 JFNラジオショッピング（JFNC） | 20:55 JFNラジオショッピング（JFNC） | 20:55 JFNラジオショッピング（JFNC） |
| 21 | 00 | 21:00 オキアニ! | 21:00 てれこ（以下番組を隔週で放送） ORANGE RANGE れでぃお番長 かりゆし58のかりっかりかりか（仮） | 21:00 Da-iCEの大野雄大ッス！supported by BOAT RACE（TOKYO FM） | 21:00 真栄原ミュージック | 21:00 現場市場 presents 夜はモーレツ!!（FM福岡） |
| 21 | 25 | 21:00 オキアニ! | 21:00 てれこ（以下番組を隔週で放送） ORANGE RANGE れでぃお番長 かりゆし58のかりっかりかりか（仮） | 21:25 Laid-Back radio（JFNC） | 21:00 真栄原ミュージック | 21:00 現場市場 presents 夜はモーレツ!!（FM福岡） |
| 21 | 30 | 21:00 オキアニ! | 21:30 yamaびこラジオ（JFNC） | 21:25 Laid-Back radio（JFNC） | 21:00 真栄原ミュージック | 21:00 現場市場 presents 夜はモーレツ!!（FM福岡） |
| 21 | 55 | 21:55 JFNニュース（JFNC） | 21:55 JFNニュース（JFNC） | 21:55 JFNニュース（JFNC） | 21:55 JFNニュース（JFNC） | 21:00 現場市場 presents 夜はモーレツ!!（FM福岡） |
| 22 | 00 | 22:00 SCHOOL OF LOCK!（TOKYO FM） ▽22:55 インフォミュージック | 22:00 SCHOOL OF LOCK!（TOKYO FM） ▽22:55 インフォミュージック | 22:00 SCHOOL OF LOCK!（TOKYO FM） ▽22:55 インフォミュージック | 22:00 SCHOOL OF LOCK!（TOKYO FM） ▽22:55 インフォミュージック | 22:00 SCHOOL OF LOCK! FRIDAY 学校運営戦略会議（TOKYO FM） |
| 22 | 55 | 22:00 SCHOOL OF LOCK!（TOKYO FM） ▽22:55 インフォミュージック | 22:00 SCHOOL OF LOCK!（TOKYO FM） ▽22:55 インフォミュージック | 22:00 SCHOOL OF LOCK!（TOKYO FM） ▽22:55 インフォミュージック | 22:00 SCHOOL OF LOCK!（TOKYO FM） ▽22:55 インフォミュージック | 22:55 インフォミュージック |
| 23 | 00 | 22:00 SCHOOL OF LOCK!（TOKYO FM） ▽22:55 インフォミュージック | 22:00 SCHOOL OF LOCK!（TOKYO FM） ▽22:55 インフォミュージック | 22:00 SCHOOL OF LOCK!（TOKYO FM） ▽22:55 インフォミュージック | 22:00 SCHOOL OF LOCK!（TOKYO FM） ▽22:55 インフォミュージック | 23:00 もにゅそで 知らんけどアッパー（TOKYO FM） |
| 23 | 55 | 23:55 IMP.のIMPickup（TOKYO FM） | 23:55 IMP.のIMPickup（TOKYO FM） | 23:55 IMP.のIMPickup（TOKYO FM） | 23:55 IMP.のIMPickup（TOKYO FM） | 23:55 IMP.のIMPickup（TOKYO FM） |
| 0  | 00 | 0:00 JET STREAM（TOKYO FM） | 0:00 JET STREAM（TOKYO FM） | 0:00 JET STREAM（TOKYO FM） | 0:00 JET STREAM（TOKYO FM） | 0:00 JET STREAM（TOKYO FM） |
| 0  | 55 | 0:55 JFNニュース（JFNC） | 0:55 JFNニュース（JFNC） | 0:55 JFNニュース（JFNC） | 0:55 JFNニュース（JFNC） | 0:55 JFNニュース（JFNC） |
| 1  | 00 | 1:00 TOKYO SPEAKEASY（TOKYO FM） | 1:00 TOKYO SPEAKEASY（TOKYO FM） | 1:00 TOKYO SPEAKEASY（TOKYO FM） | 1:00 TOKYO SPEAKEASY（TOKYO FM） | 1:00 From INI（JFNC） |
| 2  | 00 | 2:00 AuDee CONNECT（JFNC/TOKYO FM） | 2:00 AuDee CONNECT（JFNC/TOKYO FM） | 2:00 AuDee CONNECT（JFNC/TOKYO FM） | 2:00 AuDee CONNECT（JFNC/TOKYO FM） | 1:00 From INI（JFNC） |
| 3  | 00 | 2:00 AuDee CONNECT（JFNC/TOKYO FM） | 2:00 AuDee CONNECT（JFNC/TOKYO FM） | 2:00 AuDee CONNECT（JFNC/TOKYO FM） | 2:00 AuDee CONNECT（JFNC/TOKYO FM） | 3:00 ウチらのイイブン!（JFNC） |
| 4  | 00 | 4:00 Memories & Discoveries（JFNC） | 4:00 Memories & Discoveries（JFNC） | 4:00 Memories & Discoveries（JFNC） | 4:00 Memories & Discoveries（JFNC） | 3:00 ウチらのイイブン!（JFNC） |

#### 週末
| 時 | 分 | 土曜日                                                                                           | 日曜日                                                                                                  |
| -- | -- | ------------------------------------------------------------------------------------------------ | --- |
| 5  | 00 | 5:00 SING LIKE TALKING 佐藤竹善のアンダンテ（JFNC）                                              | 5:00 PEOPLE（JFNC）                                                                                     |
| 5  | 00 | 5:30 サイクリスト・ステーション ツアー・オブ・ジャパン（JFNC）                                   | 5:00 PEOPLE（JFNC）                                                                                     |
| 6  | 00 | 6:00 From Athlete!（JFNC） ▽7:24 FMサタデーインフォメーション ▽8:21 FMサタデーインフォメーション | 6:00 SUNDAY FLICKERS（JFNC）                                                                            |
| 7  | 00 | 6:00 From Athlete!（JFNC） ▽7:24 FMサタデーインフォメーション ▽8:21 FMサタデーインフォメーション | 7:00 杉浦太陽・村上佳菜子 日曜まなびより（TOKYO FM）                                                    |
| 7  | 25 | 6:00 From Athlete!（JFNC） ▽7:24 FMサタデーインフォメーション ▽8:21 FMサタデーインフォメーション | 7:25 ゴルフ大好き宣言（JFNC）                                                                           |
| 7  | 30 | 6:00 From Athlete!（JFNC） ▽7:24 FMサタデーインフォメーション ▽8:21 FMサタデーインフォメーション | 7:30 天使のモーニングコール（幸福の科学）                                                               |
| 8  | 00 | 6:00 From Athlete!（JFNC） ▽7:24 FMサタデーインフォメーション ▽8:21 FMサタデーインフォメーション | 8:00 Little Glee Monster 「Join Us!」（JFNC）                                                           |
| 8  | 30 | 6:00 From Athlete!（JFNC） ▽7:24 FMサタデーインフォメーション ▽8:21 FMサタデーインフォメーション | 8:30 Kiroro 綾乃のママでいいよ!                                                                         |
| 8  | 55 | 8:55 JFNニュース（JFNC）                                                                         | 8:55 JFNニュース（JFNC）                                                                                |
| 9  | 00 | 9:00 サンエー presents ハッピーモーニング～心地いい波～                                          | 9:00 小澤俊夫 昔話へのご招待（FM福岡）                                                                  |
| 9  | 25 | 9:00 サンエー presents ハッピーモーニング～心地いい波～                                          | 9:25 Car Life Up To You（JFNC）                                                                         |
| 9  | 30 | 9:30 はじめまして 首里石鹸                                                                       | 9:30 EPO 風と海と空と                                                                                   |
| 9  | 55 | 9:55 琉球楽しくなるチャンネル                                                                    | 9:30 EPO 風と海と空と                                                                                   |
| 10 | 00 | 10:00 SPORTS BEAT supported by TOYOTA（TOKYO FM）                                                | 10:00 ASKA Terminal Melody（TOKYO FM）                                                                  |
| 10 | 30 | 10:00 SPORTS BEAT supported by TOYOTA（TOKYO FM）                                                | 10:30 YKK AP presents 皆藤愛子の窓Cafe' 〜窓辺でCafe'Time〜（TOKYO FM）                                 |
| 10 | 50 | 10:50 コスモ アースコンシャス アクト 未来へのメッセージ（TOKYO FM）                              | 10:30 YKK AP presents 皆藤愛子の窓Cafe' 〜窓辺でCafe'Time〜（TOKYO FM）                                 |
| 10 | 55 | 10:55 みず堂プレゼンツ 漢方 A to Z                                                               | 10:55 My Style,Camp Life〜自分と向き合うくらし〜（JFNC）                                                |
| 11 | 00 | 11:00 HYのてぃーちなぁ×2                                                                         | 11:00 oggi otto Music Shampoo（TOKYO FM）                                                               |
| 11 | 25 | 11:25 KFC presents Movie なう                                                                    | 11:00 oggi otto Music Shampoo（TOKYO FM）                                                               |
| 11 | 30 | 11:30 ケツメイシ 大蔵のケツノマジュン                                                            | 11:30 木村拓哉 FLOW（TOKYO FM）                                                                         |
| 11 | 55 | 11:55 JFNニュース（JFNC）                                                                        | 11:55 JFNニュース（JFNC）                                                                               |
| 12 | 00 | 12:00 SUZUKI 前向きドライブ                                                                      | 12:00 津田健次郎 SPEA/KING（TOKYO FM）                                                                  |
| 12 | 25 | 12:25 島袋寛子の「いいね!OKINAWA!」                                                              | 12:00 津田健次郎 SPEA/KING（TOKYO FM）                                                                  |
| 12 | 30 | 12:25 島袋寛子の「いいね!OKINAWA!」                                                              | 12:30 CHINTAI presents きゃりーぱみゅぱみゅ Chapter＃0〜Touch Your Heart〜（TOKYO FM）                  |
| 12 | 55 | 12:55 JFNニュース（JFNC）                                                                        | 12:55 JFNニュース（JFNC）                                                                               |
| 13 | 00 | 13:00 JA全農 COUNTDOWN JAPAN（TOKYO FM）                                                         | 13:00 いいこと、聴いた（TOKYO FM）                                                                      |
| 13 | 53 | 13:53 KUMON 全国の大学生 笑顔100点満点リレー（TOKYO FM）                                         | 13:00 いいこと、聴いた（TOKYO FM）                                                                      |
| 13 | 55 | 13:55 小堺一機のおうちで〜CINEMA〜（JFNC）                                                       | 13:55 ECO LIFE～幸せのヒント～（JFNC）                                                                  |
| 14 | 00 | 14:00 福山雅治 福のラジオ（TOKYO FM）                                                            | 14:00 山下達郎の楽天カード サンデー・ソングブック（TOKYO FM）                                           |
| 14 | 55 | 14:55 JFNニュース（JFNC）                                                                        | 14:55 JFNニュース（JFNC）                                                                               |
| 15 | 00 | 15:00 ACN presents 丸山茂樹のMOVING SATURDAY（TOKYO FM）                                         | 15:00 日本郵便 SUNDAY'S POST（TOKYO FM）                                                                |
| 15 | 25 | 15:25 日本住宅ローン GO!GO!家族（TOKYO FM）                                                      | 15:00 日本郵便 SUNDAY'S POST（TOKYO FM）                                                                |
| 15 | 30 | 15:30 広瀬すずの「よはくじかん」（TOKYO FM）                                                     | 15:00 日本郵便 SUNDAY'S POST（TOKYO FM）                                                                |
| 15 | 50 | 15:30 広瀬すずの「よはくじかん」（TOKYO FM）                                                     | 15:50 ルートインホテルズ presents とっておきここだけの旅～ここ旅～（TOKYO FM）                          |
| 15 | 55 | 15:55 知リタイ!賃貸アドバイス                                                                    | 15:55 FLORAの恵み（JFNC）                                                                               |
| 16 | 00 | 16:00 リリー・フランキー「スナック ラジオ」（TOKYO FM）                                          | 16:00 ももいろクローバーZのSUZUKIハッピークローバー!TOP10（TOKYO FM）                                   |
| 16 | 55 | 16:55 JFNニュース（JFNC）                                                                        | 16:55 JFNニュース（JFNC）                                                                               |
| 17 | 00 | 17:00 川島明 そもそもの話（TOKYO FM）                                                            | 17:00 NISSAN あ、安部礼司〜BEYOND THE AVERAGE（TOKYO FM）                                               |
| 17 | 55 | 17:55 ゆんたくドライブ                                                                           | 17:55 JFNニュース（JFNC）                                                                               |
| 18 | 00 | 18:00 LIVE pleasure                                                                              | 18:00 Wonderful World                                                                                   |
| 18 | 55 | 18:55 JFNニュース（JFNC）                                                                        | 18:55 JFNニュース（JFNC）                                                                               |
| 19 | 00 | 19:00 TSJの今夜もゲネプロ〜緞帳上がります!〜                                                     | 19:00 AI Not So Different（JFNC）                                                                       |
| 19 | 25 | 19:00 TSJの今夜もゲネプロ〜緞帳上がります!〜                                                     | 19:25 いきものがかり吉岡聖恵のうたいろRadio（JFNC）                                                     |
| 19 | 55 | 19:55 企業の遺伝子（JFNC）                                                                       | 19:55 清水みさとの、サウナいこ?（JFNC）                                                                 |
| 20 | 00 | 20:00 TommyのぬちぐすいNIGHT                                                                     | 20:00 有吉弘行のSUNDAY NIGHT DREAMER（JFNC）                                                            |
| 20 | 25 | 20:25 霧島酒造 匠の蔵 HISTORY OF MEISTER（FM福岡）                                               | 20:00 有吉弘行のSUNDAY NIGHT DREAMER（JFNC）                                                            |
| 20 | 40 | 20:40 Music Remark（JFNC）                                                                       | 20:00 有吉弘行のSUNDAY NIGHT DREAMER（JFNC）                                                            |
| 20 | 55 | 20:55 JFNニュース（JFNC）                                                                        | 20:55 JFNニュース（JFNC）                                                                               |
| 21 | 00 | 21:00 TOKI CHIC RADIO（JFNC）                                                                    | 21:00 川谷絵音の約30分我慢してくれませんか（JFNC）※最終週を除く 村上RADIO（TOKYO FM）※最終週、21:55まで |
| 21 | 30 | 21:30 高橋優のリアラジ（JFNC）                                                                   | 21:30 要のある音楽（JFNC）※最終週を除く                                                                 |
| 21 | 55 | 21:55 JFNニュース（JFNC）                                                                        | 21:55 JFNニュース（JFNC）                                                                               |
| 22 | 00 | 22:00 ドリームハート（TOKYO FM）                                                                 | 22:00 LEGENDS（JFNC）                                                                                   |
| 22 | 30 | 22:30 SEKAI NO OWARI “The House”（TOKYO FM）                                                     | 22:00 LEGENDS（JFNC）                                                                                   |
| 22 | 55 | 22:55 JFNニュース（JFNC）                                                                        | 22:55 JFNニュース（JFNC）                                                                               |
| 23 | 00 | 23:00 桑田佳祐のやさしい夜遊び（TOKYO FM）                                                       | 23:00 鈴木敏夫のジブリ汗まみれ（TOKYO FM）                                                              |
| 23 | 30 | 23:00 桑田佳祐のやさしい夜遊び（TOKYO FM）                                                       | 23:30 The Classic（TOKYO FM）                                                                           |
| 23 | 55 | 23:55 RADIO MUSEUM 〜聴く、名画〜（JFNC）                                                        | 23:55 Good-Track!（JFNC）※原則として最終週は休止 FMインフォメーション※原則として最終週                  |
| 0  | 00 | 0:00 W ROCK PARTY RADIO                                                                          | 0:00 SPITZ 草野マサムネのロック大陸漫遊記（TOKYO FM）                                                   |
| 0  | 55 | 0:55 IT'S MUSIC（JFNC）                                                                          | 0:55 言の葉歳時記（JFNC）                                                                               |
| 1  | 00 | 1:00 ミッドナイト・ダイバーシティー〜正気のSaturday Night（JFNC）                                | （1:00 - 5:00 放送休止）                                                                                |
| 2  | 00 | 2:00 週間音楽論（JFNC）                                                                          | （1:00 - 5:00 放送休止）                                                                                |
| 3  | 00 | 3:00 風とロック（TOKYO FM）                                                                      | （1:00 - 5:00 放送休止）                                                                                |
| 3  | 30 | 3:30 Jazz Reminiscence（JFNC）                                                                   | （1:00 - 5:00 放送休止）                                                                                |
| 4  | 00 | 4:00 RADIO NME JAPAN 〜NEW MUSICAL EXPRESS JAPAN〜（JFNC）                                       | （1:00 - 5:00 放送休止）                                                                                |

### 過去の番組

#### 平日朝
- ハイサイウキミソーチ 今日もミークハヤーは故郷の民謡で（極東放送時代から継続、火曜 - 土曜 6:00 - 6:25→1985年10月から 5:00 - 5:30→1986年2月から 5:30 - 6:00。24時間放送休止に伴い1986年9月30日で終了）
- 尚学院アワー～さわやか学習（極東放送時代から放送時間を移動して継続、6:30 - 7:00）
- FMモーニングおきなわ→FMモーニングステーション（開局時 - 2001年3月29日、7:30 - 9:00）
- FMモーニングビュー（2001年4月2日 - 2012年3月30日、7:30 - 9:00）

#### 平日昼前
- FMレディース・クラブ→FMレディース・ウィークリー ～福井紀子のさわやかモーニング～（? ‐ 1985年9月30日、9:00 - 9:55）
- Hello Good Day（2001年10月1日 - 2012年3月30日、9:00 - 10:30）
- パパ・ママ大好きこっこCLUB（2000年4月3日 ｰ ?、9:50 - 10:00）
- いしみね店長のすごいでしょ!!（2020年2月3日 - 2023年3月31日、9:55 - 10:00）
- Rookie ワークボックス（198年11月 - ?、10:05 - 10:10）
- NTTプレゼンツ 沖縄サミット（2000年5月‐7月、10:20 - 10:25）
- 沖縄海邦銀行プレゼンツ はいたーい ここなだよ〜（2012年7月‐2016年9月30日、10:25 - 10:30）
- ANAグループpresents エモーショナル・エイジ（1999年4月1日 - 2005年3月31日、10:40 - 10:55）
- JFN フレッシャーズステーション（2000年、10:40 - 11:00）
- 金秀グループpresents FREESY STYLE（2005年4月1日 - 2012年11月30日、10:40 - 10:55）
- A&W presents Kuwacheee Rich!（2007年2月1日 - 2011年、10:55 - 11:00）
- FM歌謡メロディー（開局時 - 1985年3月29日、11:30 - 11:55）

#### 平日昼過ぎ
- 午後の歌謡曲（開局時 ｰ 1985年3月29日、13:00 - 15:00）
- サザンステーション（1985年10月1日 - 2009年12月31日、14:00 - 15:40）
- マクドナルドpresents「For You」（2004年 - 2012年、14:45 - 14:50）
- 札幌市場 北の味紀行（14:50 - 14:55）
- JAおきなわ ラブまーる（14:50 - 14:55）
- ミュージックプラザ「歌謡曲でこんにちは」（1985年4月1日 - 9月30日、15:00 - 16:30）
- Georgia Weekday PopJam（2000年4月3日 ｰ ?、15:40 - 15:50）
- Georgia Break Time（? - 2009年9月、15:40 - 15:45）
- 67アイランド（1994年4月4日 - ？、15:45 - 15:55）
- 35 COFFEE Drip of VOICE（15:45 - 15:50）
- Beep!Beep!Beep!（1993年5月 - 1994年、15:50 - 15:55）
- マナブ倶楽部 presents MANABU Cafe（2015年11月9日 - 2016年7月29日、15:50 - 15:55）

#### 平日夕方
- 金城キク・クラシックギャラリー（極東放送時代から放送時間を移動して継続。? ‐ 1988年7月1日、16:00 - 16:55）※かつては平日20時台からの放送だったが、1985年10月の「 Pop’n Roll Station」の時間枠拡大に伴い、平日16時台に移動。
- ファンタウンUSA（1989年初頭 ‐ 9月29日、16:00 ‐ 17:00）
- ハリケーン・ジャック（1989年10月2日 ‐ 12月29日、16:00 ‐ 17:00）
- Mr.メロディー（1991年 ‐ 1992年7月3日、16:00 ‐ 17:00）
- マリン・インフォメーション～FMオーシャン・ボード（1992年10月5日 ‐ 1995年3月31日、16:00 ‐ 16:30）
- もぎたて気分で（1999年 - ?、16:55 - 17:00）
- 備長炭焙煎珈琲 こだわりカフェタイム（16:55 - 17:00）
- 沖縄伊藤園さんぴん花茶でユータイム（16:55 - 17:00）
- ビファームプレゼンツ ５to５（16:55 - 17:00）
- 玉城満のうちなー的オキナワ（16:55 - 17:00）
- 徳里産業プレゼンツ 山城智二のばんないウチナー（2006年 - 2009年5月、16:55 - 17:00）
- 徳里産業プレゼンツ 高見知佳のおさんぽトーク（2009年6月1日 - 2010年）
- 高見知佳のホッとしなKUCHA!（2010年4月12日 - ?、16:55 - 17:00）
- ゆいまーる金沢（2011年4月1日 - ?、16:55 - 17:00、エフエム石川との共同制作）
- ひーぷーまりこのE!E!E!（2013年10月 - ?、16:55 - 17:00）
- アスクルプレゼンツ りぃ、すばかでぃく（2014年10月1日 - 不明、16:55 - 17:00）
- ちゅら玉浪漫紀行（？ - 2017年10月31日、16:55 - 17:00）※2011年3月までは平日18：55‐19：00
- ミュージック・ウェーブ（1990年4月2日 - 1998年11月30日、17:00 - 17:30）
- サウンド・クルージング（1985年10月1日 - 1988年1月1日、17:30 - 17:55）
- オートバックス presents のってるカーライフ（1998年3月30日 - 2007年、17:50‐17:55）

#### 平日夜
- オリオンビール提供枠
  - ほろ酔いジョッキー（極東放送時代から継続、1984年9月 - 1994年4月1日、18:00 - 18:10→18:50 - 19:00）
  - オリオンびあぶれいく（1994年4月4日 - 2024年3月29日、放送時間は一時期を除き18時台で推移しており、末期は18:40 - 18:50）
- 歌謡ステーション ～FM発あなた行き～→〜心ほどいて〜（1988年4月1日 - 2001年9月28日、18:00-18:55）
- Repose After Hours（2001年10月1日 - 2013年3月、18:00 - 19:55）[5]
- U COOL LAB (2013年4月1日 - 2017年12月29日、18:00 - 19:55）[5]
- Sh@re TIME（2018年1月1日 - 2021年6月25日、月 - 木曜 18:00 - 19:55・金曜 18:00 - 19:50）[7]
- Clarion City Connection（？ ‐ 1987年3月31日、18:10 - 18:40）
- 昌夫と園子の今夜は村さ来（1992年4月6日 - 1993年3月31日、18:30 - 18:45）
- リザン トワイライトラウンジ（1993年4月1日 - 1996年2月23日、18:30 - 18:45）
- イッツ・フュージョン（1985年4月1日 - 9月30日、18:40 - 18:55）
- ウェルカムライカム（2015年5月4日 - 2016年4月29日、18:50 - 18:55）
- 第一総業presents TOMMYの明日リート（2016年7月1日 - 2017年9月29日、18:50 - 18:55）
- 太陽市場プレゼンツ～今夜もデル・ソーレ!!～（1997年1月1日 - ?、18:55 - 19:00）
- Pop’n Roll Station（1985年4月1日 - 2001年3月30日、19:00 - 19:55→20:55）
- RAD-io（2001年4月2日‐2003年3月31日、19:00-20:55）
- やなわらばーの青い宝（2004年6月28日 - 2005年3月、19:55 - 20:00）
- Agurプレゼンツ Every Sundays（2005年4月1日 - ?、19:55 - 20:00）
- たびんちゅの晴れ晴れRADIO（2006年4月3日 - 2007年、19:55 - 20:00）
- やなわらばーの青い宝リターンズ（2007年 - 2008年、19:55 - 20:00）
- Groo bug（2003年4月1日‐2007年3月29日、20:00 - 21:55） ‐ ※RAD-ioの後番組
- INDIES SEEKER（? - 2017年3月31日、20:55 - 21:00）
- Ura-Dra（1999年4月1日 - 2003年3月31日、21:00 - 21:55）
- アリスのミュージックダイアリー（21:55 - 22:00）
- AEON English Break（22:55 - 23:00）
- ジェームス・タルガニーの独り言（23:55 - 24:00）
- モンテベルデ・笑築アワー（1991年9月9日、23:55 - 24:00）

#### 平日深夜
- メロディー・フェア→FMルート58（極東放送時代から継続、メロディー・フェア：1984年9月 - 1985年9月、FMルート58：1985年10月 - 1986年3月、月曜 - 土曜 27:00 - 30:00→29:00→29:30）※音楽だけのフィラー番組[注 23]

#### 月 ‐ 木曜日
- 21レボリューション（1994年4月 ‐ 1995年3月、21:00 ‐ 22:55）※21時からの20分間は、「びあぶれいく（現在も平日夕方18時50分に放送中）」、21時20分からは日替わり番組で構成された、ゾーン番組。
  - りんけんバンド～なんくるのひととき（1994年4月4日 - 1995年3月27日、月曜 21:20 ‐ 21:55）
  - THE RITZ TWO POPS（1994年4月5日 - 1995年3月28日、火曜 21:20 ‐ 21:55）
  - 水曜日は何かよまず!!（1994年4月6日 - 1995年3月29日、水曜 21:20 ‐ 21:55）※「土〜するべき!?」の前身番組。1995年5月に独立化。
  - チャンプルーズ・レインボー・ワールド（1994年4月7日 - 1995年3月30日、木曜 21:20 ‐ 21:55）
- ヒット・ミュージック・ステーション（1995年7月3日 - 1999年3月31日、21:00 - 21:55）※1996年4月 - 1998年3月の期間は、月曜のみ「ともさかりえのきもちSカレーション」のネットに伴い、30分へと短縮。
- 白雪、心ほんのり（1995年、21:50 - 22:00）
- FM遊INGナイト（1990年5月17日 - 1991年2月7日、25:00 - 25:55）

#### 金曜日
- Gut's Cafe（2014年10月3日 - 2015年1月30日、10:40 - 10:55）
- GRAND MER HOSPITALITY MIND （2012年、14:50 - 14:55）
- 沖縄ちゅらさんぽ（14:55 - 15:00）
- 一枝のウェディングトーク（18:50 - 18:55）
- サントリーフーズ沖縄 パイムシカより愛をこめて（2015年3月6日 - 不明、19:55 - 20:00）
- A・YAYA（1987年4月4日 - 1988年12月30日、25:00 - 26:00）※開始当初は土曜18時台。
- FUN!FUN!PARTY（1991年10月4日 - 1992年11月27日、25:00 - 26:00）
- DERBY STUDIUM（1995年10月7日 - 1996年1月26日、25:00 - 26:00）
- 比屋定篤子 南のしまうま（1999年2月 - 2000年12月29日、25:00 - 26:00）※開始当初は土曜20時台だったが、2000年6月に金曜深夜枠に移動。

#### 土曜日午前
- EARLY BIRD（1998年4月4日 - 2003年3月29日、8:00 - 9:00）
- 日建ハウジング presents Symphonic Seeds（2023年1月7日 - 5月27日、9:30 - 9:55）
- サマリヤ人病院プレゼンツ スリープ・サプリ（2016年7月2日 - 2022年1月29日、9:55 - 10:00）
- 太公望 フィッシング・ダイアリー（1993年4月10日 - 1994年、10:55 - 11:00）
- うきうきサタディ（1985年4月6日 - 1987年、11:00 - 11:55）
- リザン・ウィークエンド・ブリーズ（1992年 - ？、11:00 - 11:30）
- ディアマンテスのPerfume of Resort ～リゾートの薫り～（1994年4月2日 - 1995年4月29日、11:30 - 11:55）
- ～カヌチャに暮らす～ リゾートダイアリー（2001年4月7日 - 2002年3月30日、11:30 - 11:55）
- ON THE PLANET U.K. EDITION（2002年5月18日 - 7月27日、11:30 - 11:55）
- HUB a Nice Day!（2002年11月23日 - 2003年7月26日、11:30 - 11:55）
- 比嘉千春→ういずあす→ARIA→YUKINARIのぽかぽか気分でFUN×3（2003年8月2日 - 2017年8月26日、11:30 - 11:55）

#### 土曜日昼
- ガレッジセール・川ちゃんのちゃーあしびーRADIO!（2006年10月1日 - 2007年7月28日、12:00 - 12:55）※開始当初は、日曜19時台だったが、2007年4月からは「ムッシュかまやつキープ・ランニング」のネット開始に伴い、土曜昼12時台に移動。
- アルベルト城間の飛龍CORAZON LATINO（1995年10月7日 - 1996年3月29日、12:30 - 12:55）
- アニマルレター（2021年10月2日 ‐ 2022年9月24日、12:55 - 13:00）
- トイザらス・バースディ・キッズ（1996年4月6日 - ？、15:55 - 16:00）
- ブライダルハウスチュチュ沖縄 presents レディコン（15:55 - 16:00）
- 昭和シェル石油　ホリデーロードマップ（1994年、16:55 - 17:00）
- マイ・メモワール（1999年、16:55 - 17:00）
- ロワジールホテル沖縄 My Wedding Memories（2006年4月1日 - ?、16:55 - 17:00）
- ルネッサンスリゾートオキナワ PRESENTS ノスタルジックカフェ（2009年 - 2010年、16:55 - 17:00）
- ルネッサンス presents My Premier Dish（2014年10月4日 - 不明、16:55 - 17:00）

#### 土曜日夕方
- 翔べ!ウチナーンチュ（1990年 ‐ ?、17:00 - 17:30）
- ボイス・ネットワーク（1990年 ‐ 1991年、17:00 - 17:30）
- シャインスター・サクラメント（1989年?月 ‐ 9月23日、17:30 - 18:00）
- ザバレス パワーピックアップ（1989年10月7日 ‐ 1990年6月30日、17:30 - 18:00）
- フラッシュバック・サウンド（1992年4月4日 ‐ 1993年3月27日、17:00 - 17:30）
- 全日空スカイホリデー ファンタジックツアー（17:55 - 18:00）
- レキオス倶楽部プレゼンツ　心の交差点（2007年4月 - 2011年、17:55 - 18:00）

#### 土曜日夜
- P.X ヤンググラフィティ（開局時 - 1985年12月28日、18:00 - 18:55）※開始当初は土曜21時台。
- P.X ラジオ・ステーション（1986年1月4日 - 1987年3月28日、18:00 - 18:55）
- 週末に男がふたり（1987年 - 1988年3月26日、18:00 - 18:30）
- ピラミッド・ホットストリート（1988年12月10日 - 1990年1月27日、18:00 - 19:00）
- 満漢全曲 宝（パウ）ポップス（1994年4月2日 - 9月24日、18:00 - 18:55）
- 日航ホテル ジェームス天願のSunset Cafe（1995年4月8日 - 1996年4月、18:00 - 18:55）
- FMポップ・レーダー（開局時 - 1986年、19:00 - 20:55）
- Pop’n Roll Station ウィークエンド・スペシャル（1986年 - 1988年、19:00 - 20:55）
- ビッグ〝O〟ワールド・ヒッツ・ナウ（1988年 - 1992年4月4日、19:00 - 19:55）
- TSUTAYA RIDE ON TIME（1992年4月11日 - 12月26日、19:00 - 20:00）
- BUD MUSIC BLOCK SATURDAY PARTY（1995年 - 1996年12月28日、19:00 - 19:55）
- サタデーナイトは土〜するべき!?  （1999年4月3日 - 2015年4月25日、19:00 - 20:00）
- こいうたラジオ（2002年7月6日 - 9月28日、20:00 - 21:00）
- Mako's Music Wave（2022年10月1日 - 2023年3月25日、20:40 - 20:55）
- Love Ja@m（2002年4月6日 ‐ 2004年1月、21:00 - 21:30）
- Radio Job（2011年6月4日 - 12月、21:00 - 21:30）
- 土曜のうちな〜バル'PAIMUSICA'（2014年1月4日 - 2017年2月25日、21:00 - 21:30）
- Talk Home Party イッピンモチヨリ（2021年7月3日 - 2024年3月30日、21:30 - 21:55）

#### 土曜日深夜
- girls’talk@pink（2009年3月7日 - ?、24:00 - 24:30）
- むとうありさの日々つらら（2007年10月6日 - 2015年3月28日、24:00  - 24:30）※開始当初は、土曜21時半枠
- オキアニブレイク（2015年10月 - 2016年10月29日、24:00 - 24:30）※オキアニの前身番組
- Rude-α CoCo ga Okinawa（2016年11月5日 - 2017年3月25日、24:00 - 24:30）
- DEVIL NO IDの革命前夜（2017年4月1日 - 2019年3月30日、24:00 - 24:30）
- HUUNY SOUNDS　II（2004年9月11日 - 2007年10月27日、24:30 - 25:00）
- ティーバイティーガレージ presents さややパルプンテラジオ（2015年1月3日 - 3月28日、24:30 - 25:00）
- CAN・YOUのがじゅまる食堂（1997年8月2日 - 不明、25:00 - 25:30）
- Mcdonald's presents OKINAWA MUSIC STREAM（2005年4月2日 - 2008年3月29日、25:00 - 26:00）

#### 日曜日午前
- 風と太陽の詩（1985年10月6日 - 1986年、8:00 - 8:30）
- ソン・エ・リュミエール（1989年11月4日 - 2007年3月25日、8:00 - 8:55）※開始当初は土曜に放送。
- FMモーニングビュー サンデーフラッシュ（8:00 - 9:00）
- ミスターサンデー（2001年4月1日 - 2002年9月29日、9:00 - 10:00）

#### 日曜日昼
- プラザハウスプレゼンツ ワールドスタイル（2000年4月2日 - ?、13:55 - 14:00）
- CD・パフォーマンス（1985年4月7日 - 1988年、14:00 - 14:55）
- A＆W SUNDAY DRIVING（1999年、14:55 - 15:00）
- 沖縄ホンダプレゼンツ F1Dream（2005年4月3日 - 2006年、15:55 - 16:00）
- パレットリウボウ 会うたびいい顔（16:55 - 17:00）
- アゼル サンデー・ブリーズ（16:55 - 17:00）
- ハッピー☆レボリューション（16:55 - 17:00）
- マキのPocket Book（1997年6月1日 ‐ ?、17:55 - 18:00）

#### 日曜日夜
- コカ・コーラ サウンド・ビバレッジ（1995年 - 1997年3月30日）→Sound Escapade（1997年4月6日 - 2000年3月26日、18:00 - 18:55）
- RADIO A（2000年7月2日 - 2001年1月7日、18:00 - 18:55）
- カヌチャ倶楽部（2003年6月1日 - 2008年3月、18:00 - 18:55）※「Wonderful World」の前番組。
- FM MUSIC HOT LINE（1987年4月5日 - ?、19:00 - 19:55）
- 名曲ライブラリー（1988年10月2日 -1989年9月17日、19:00 - 19:55）
- フレッシュ・シーサイド・ステーション（1989年10月1日 -1991年3月31日、19:00 - 19:55）
- 日経ミュージック・アクセス!～FMパックン・ポップン!（1991年 - 1992年7月5日、19:00 - 19:55）※開始当初は金曜25時代。
- 日曜日は何かよまず!（1995年5月 - 1999年3月28日、19:00 - 19:55）※「土〜するべき!?」の前身番組。
- Dear・サザンオールスターズ（1992年11月3日 - 2003年9月28日、19:00 - 19:55）※当初は木曜21:00-21:55。
- CASTA DIVA 13 STORIES（2003年10月5日 - 12月28日、19:00 - 19:30）
- 下地勇のぴっチャージタイム（2005年10月2日 - 2010年9月26日、19:30 - 20:00→19:00 - 19:30）
- プレミアムテラス（2015年5月3日 - 2021年3月28日、19:00 - 19:25）
- 甲斐よしひろの「ジャーニー・ギター」（2017年4月2日 - 12月31日、19:25 - 19:55）
- KIREIMO presents 週明け応援Radio Chuning CandyのCheer up!（2019年11月3日 - 2020年12月27日、19:25 - 19:55）
- スクリーンへの招待（極東放送時代から継続、1973年4月7日 - 2021年9月26日、20:00 - 20:55）[11]※開始当初は、土曜21:00 - 21:55の放送だった。
- Kiroroのすてきだね（1997年 - 1998年3月29日、21:00 - 21:30）
- CHAMIとHISANOのちょ〜っとIN THE ROOM（2000年1月23日 - 6月25日、21:00 - 21:30）
- 明日学校会社（2001年4月8日 - 2004年3月28日、21:00 - 22:00）※開始当初は日曜18時台だったが、2003年6月以降は「カヌチャ倶楽部」の開始に伴い、日曜21時台へと移動。
- Suzuのstep by step（2013年9月 - 2014年3月30日、22:00 - 22:30）
- りんけんバンドのタンメーカラハーイ（2014年5月4日 - 2020年3月29日、22:00 - 22:30）
- サトP有川のエンジョイOライフ（2014年11月2日 - 不明、22:30 - 22:55）

#### その他
- トラコレ沖縄 Beauty Talk（2013年10月1日 ‐ 12月31日、火曜 10:40 - 10:55）
- 第7回沖縄国際映画祭応援団　島ぜんぶでお〜きなこと！（2014年5月20日‐2015年3月31日、火曜 10:40 - 10:55）
- ようこそ空の森へ（2017年11月7日‐2019年3月26日、火曜 10:40 - 10:55）
- めんそ〜れ ナシ婚さん（2013年10月2日‐2014年1月29日、水曜 10:40 - 10:55）
- リウボウグループ プレゼンツ テン・フォーティーRタイム（2014年4月2日‐6月25日、水曜 10:40 - 10:55）
- 学研！発見！Educational Time（2017年11月1日‐不明、水曜 10:40 - 10:55）
- 日進deスマートライフ（2013年9月12日‐2015年3月26日、木曜 10:40 - 10:55）
- こちらうちな～いいにく広報室（2015年11月5日‐26日、木曜 10:40‐10:55）
- L組（2013年7月5日‐2014年7月25日、金曜 10:40 - 10:55）
- コムるの青い部屋〜悩めるキミへ〜（水曜 14:50 - 14:55 → 金曜 10:45 - 10:50　L組に内包）
- au新機種さっそく試しちゃいました（月曜 14:50 - 14:55）
- ヒューマンキャンパス高等学校 何でも相談室（2014年5月5日 - 10月27日、月曜 14:50 - 14:55）
- マリエールオークパインのウエディングアワー（2014年2月4日 - 2021年3月30日、火曜 14:50 - 14:55）
- CUE! BIG room（2013年7月24日‐2014年6月25日、水曜 14:50 - 14:55）
- クルマのことならユーポス プレゼンツ 知念ださんといっしょ（2017年6月7日 - 2018年11月28日、水曜 14:50 - 14:55）
- カンパイ!きりんちゅ（木曜 14:50 - 14:55）
- ちゅらいえばなし（2015年5月14日 - 不明、木曜 14:50 - 14:55）
- ジスタス フライデーフィットネス（2014年4月4日 - 2022年12月30日、金曜 14:50 - 14:55）
- 安永建築 木曜日の棟梁（2017年3月2日 - 12月28日、木曜 16:25 - 16:30）
- FMマスター・ファイル（1992年5月4日 - 1993年4月26日、月曜 21:00 - 21:55）
- 平成 JUKE BOX（2022年4月5日 - 6月7日、火曜 21:00 - 21:55）
- ハイサイ探偵団の9時にラジオやってみた（2017年11月1日 - 2019年3月27日、水曜 21:00 - 21:55）

## オープニング・クロージング曲
- ケルン・サロン・オーケストラ「フィレンツェ行進曲」（オープニング）
- 姫神「海道を行く」（クロージング）